# جون كليفورد
جون كليفورد (بالإنجليزية: John H. Clifford)‏ (و. 1809 – 1876 م) هو محامي، وسياسي أمريكي، ولد في بروفيدنس، رود آيلاند، كان عضوًا في حزب اليمين، كان عضوًا في الأكاديمية الأمريكية للفنون والعلوم، توفي في نيو بدفورد، عن عمر يناهز 67 عاماً.

## مناصب
تولى منصب حاكم ماساتشوستس ‏ (14 يناير 1853–12 يناير 1854)
- Massachusetts Attorney General [الإنجليزية]‏
- عضو مجلس نواب ماساتشوستس

.

## التعليم
تعلم في جامعة براون
.